# Tony Dunne
Anthony Peter Dunne, conhecido por Tony Dunne (Dublin, 24 de julho de 1941 – 8 de junho de 2020), foi um futebolista irlandês que atuava regularmente na lateral esquerda. Jogou 33 vezes na Seleção Irlandesa de Futebol entre 1962-1975. Ele foi o futebolista irlandês do ano em 1969. 

## Carreira
Nascido em Dublin, Dunne jogou no Shelbourne de 1958-1960. Tendo ajudado o Shels a ganhar a FAI Youth Cup em 1959, ele venceu a FAI Cup com eles no ano seguinte, batendo o Cork Hibernians por 2-0 na final.
Uma semana após a final, ele foi contratado pelo Manchester United por cinco mil libras. Sua estréia no United foi em 15 de outubro de 1960 contra o Burnley. Com a equipe do Manchester Tony Dunne conquistou os títulos da FA Cup de 1963, dos campeonatos da Primeira Divisão de 1965 e 1967 e da Liga dos Campeões de 1968. Em sua carreira no clube do Reino Unido, ele marcou dois gols e jogou em mais 530 jogos, um número ultrapassado apenas por Ryan Giggs, Bobby Charlton, Bill Foulkes, Paul Scholes, Gary Neville e Alex Stepney.
Ele permaneceu em Old Trafford até o início da temporada 1973-74. Ele então assinou sua transfêrencia para o Bolton Wanderers, ajudando-os a ganhar a Segunda Divisão da Inglaterra em 1977-78. Na época, o Bolton estava sendo treinado pelo ex-jogador do Manchester United, Ian Greaves .
Ele ingressou no Detroit Express da Liga Norte Americana de Futebol (NASL) em 1979.
Depois de se aposentar do futebol profissional, Dunne retornou ao Bolton como auxiliar técnico em 1979 até 1981. Ele então substituiu Bill Foulkes como treinador do Steinkjer FK em 1982-1983.
Dirigiu um driving range em Altrincham. 
Em outubro de 2011, seu antigo clube, o Manchester United, pagou cerca de 44 mil libras em leilão por quatro medalhas conquistadas por Dunne, incluindo uma medalha da Liga dos Campeões, uma medalha da FA Cup e duas medalhas da Liga.

### Na Seleção
Ele fez sua estréia internacional na Seleção Irlandesa de Futebol na derrota em casa por 3 a 2 pela Áustria, em 8 de abril de 1962. Em mais de 13 anos, ele fez 33 jogos, jogando em ambas as posições de defesa e no meio-campo. Ele capitaneou seu país em quatro ocasiões.

## Morte
Morreu no dia 8 de junho de 2020, aos 78 anos.

## Títulos
Shelbourne
- FAI Cup: 1960

Manchester United
- Primeira Divisão: 1964-65 , 1966-67
- FA Cup: 1963
- Liga dos Campeões: 1968

Bolton
- Segunda Divisão da Inglaterra: 1977-78